# Стритер (Северна Дакота)
Стритер (енгл. Streeter) град је у америчкој савезној држави Северна Дакота.

## Демографија
По попису из 2010. године број становника је 170, што је 2 (-1,2%) становника мање него 2000. године.
| Група             | 2000.       | 2010.       |
| Белци             | 171 (99,4%) | 165 (97,1%) |
| Афроамериканци    | 0 (0,0%)    | 0 (0,0%)    |
| Азијати           | 0 (0,0%)    | 4 (2,4%)    |
| Хиспаноамериканци | 0 (0,0%)    | 0 (0,0%)    |
| Укупно            | 172         | 170         |